# Необходимая жестокость (фильм)
«Необходимая жестокость» (англ. Necessary Roughness) — американский комедийный фильм 1991 года.

## Сюжет
Карьера команды «Техасские броненосцы» чуть было не закончилась после скандала, связанного с коррупцией. Теперь тренер Эд Дженнеро должен набрать новый состав. Новой команде теперь предстоит стать тем, кем они никогда не были — настоящей футбольной командой. Но набирая наспех состав, Дженнеро набрал всяких неудачников…

## В ролях
- Скотт Бакула — Пол Блэйк
- Гектор Элизондо — тренер Эд Геннеро
- Роберт Лоджиа — тренер Уолли Райг
- Харли Джейн Козак — доктор Сюзанна Картер
- Ларри Миллер — Дин Филлип Элиас
- Синбад — Андре Кримм
- Фред Долтон Томпсон — Карвер Парселл
- Роб Шнайдер — Чак Найдерман
- Джейсон Бэйтман — Джарвис Эдисон
- Кэти Айрлэнд — Люси Дрэйпер
- Луис Мэндилор — Маккензи

## Съёмочная группа
- Режиссёр — Стэн Драготи
- Сценарий — Дэвид Фуллер, Рик Нэткин
- Продюсеры — Лис Керн, Роберт Реме, Мейс Неуфелд
- Оператор — Питер Стейн
- Композитор — Билл Конти

## Факты
- Слоган фильма — «Банда холостяков, неудачников и болванов хочет стать тем, чем они никогда ни были — командой»
- В первую неделю проката в США фильм набрал 6,513,130 $
- Общие кассовые сборы фильма в США — 26,255,594 $